# Gran Premi de Suècia de motociclisme
|  | Aquest article tracta sobre motociclisme de velocitat. Si cerqueu informació sobre motocròs, vegeu «Gran Premi de Suècia de Motocròs». |

El Gran Premi de Suècia de motociclisme fou un esdeveniment esportiu que es disputà en 22 ocasions entre el 1958 i el 1990 al Circuit d'Anderstorp (després d'algunes edicions inicials als de Hedemora, Kristianstad i Karlskoga) dins del calendari del Campionat del món de motociclisme.

## Noms oficials i patrocinadors
- 1971–1972: Sveriges Grand Prix för motorcyklar (sense patrocinador oficial)[1]
- 1973–1974, 1976–1977, 1981–1989: Swedish TT (sense patrocinador oficial)[2]
- 1975: Pommac Swedish TT[3]
- 1978: Sveriges Grand Prix (sense patrocinador oficial)[4]
- 1979: Grand Prix of Sweden (sense patrocinador oficial)[5]
- 1990: Nordic TT (sense patrocinador oficial)[6]

## Circuits emprats

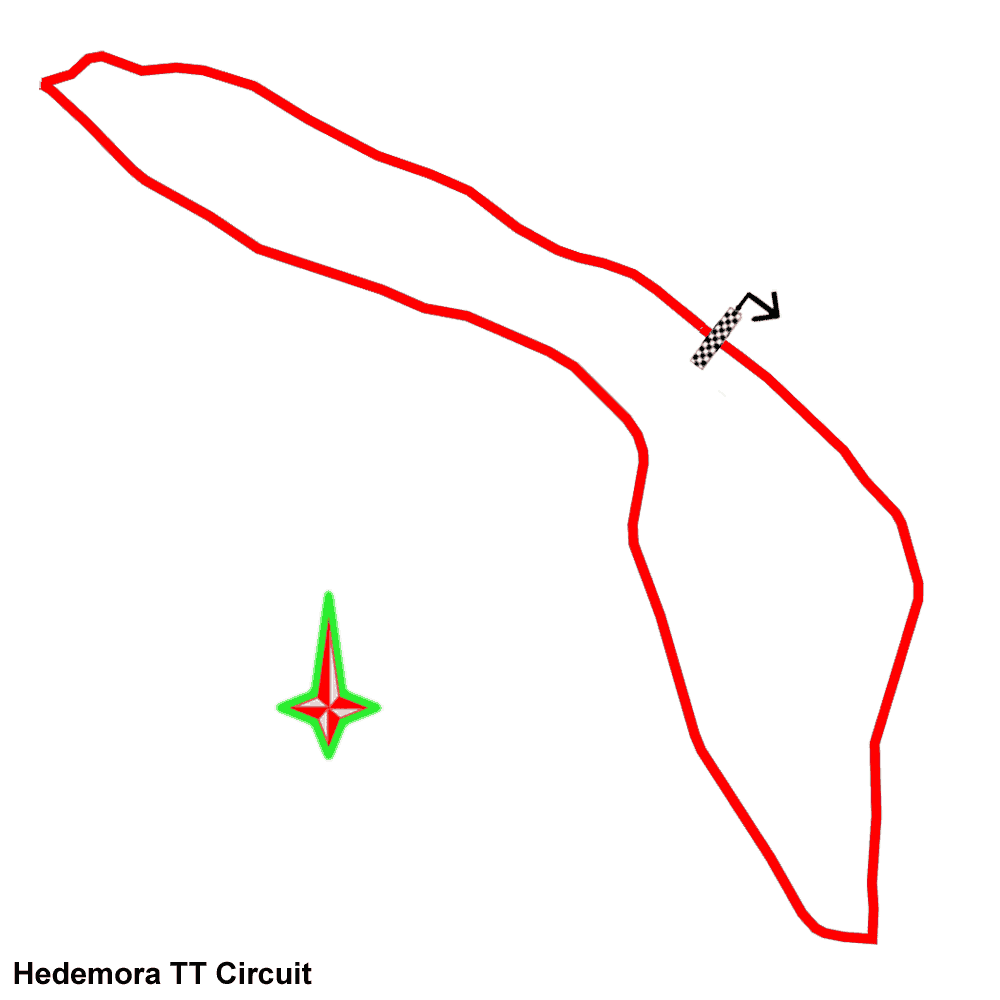
Hedemora, emprat el 1958
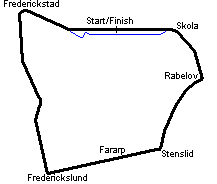
Råbelövsbanan (Kristianstad), emprat el 1959 i el 1961
Anderstorp, emprat el 1971–1977 amb un traçat diferent
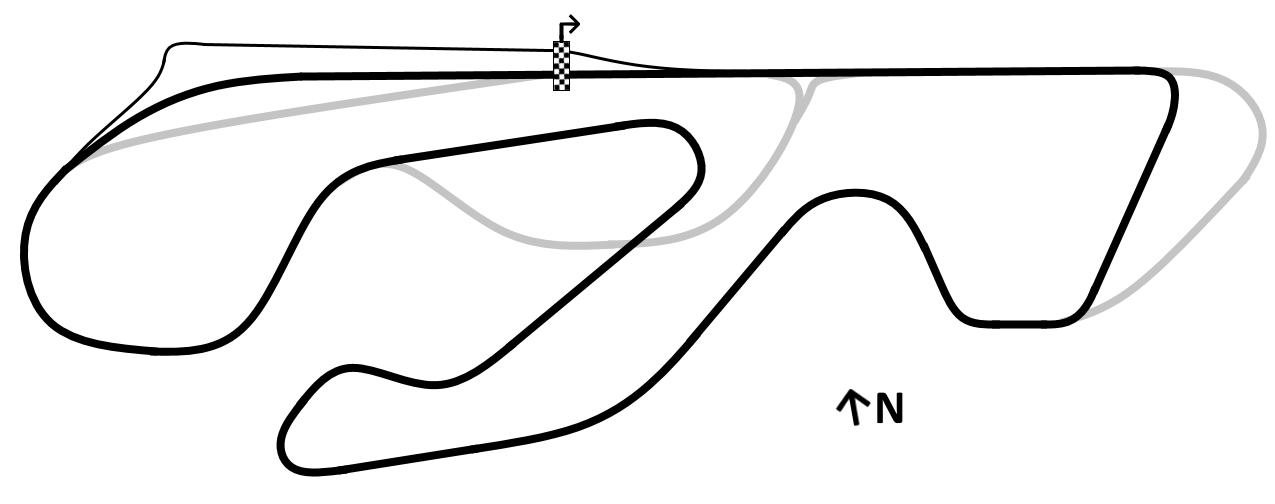
Karlskoga, emprat el 1978–1979
Anderstorp, emprat el 1981–1990 amb el nou traçat

## Guanyadors múltiples

### Pilots
| # Victòries | Pilot              | Victòries | Victòries                          |
| # Victòries | Pilot              | Categoria | Anys                               |
| ----------- | ------------------ | --------- | ---------------------------------- |
| 7           | Barry Sheene       | 500cc     | 1975, 1976, 1977, 1978, 1979, 1981 |
| 7           | Barry Sheene       | 125cc     | 1971                               |
| 4           | Giacomo Agostini   | 500cc     | 1971, 1972                         |
| 4           | Giacomo Agostini   | 350cc     | 1971, 1972                         |
| 4           | Ángel Nieto        | 125cc     | 1972, 1977                         |
| 4           | Ángel Nieto        | 50cc      | 1971, 1976                         |
| 4           | Takazumi Katayama  | 500cc     | 1982                               |
| 4           | Takazumi Katayama  | 350cc     | 1977                               |
| 4           | Takazumi Katayama  | 250cc     | 1974, 1976                         |
| 4           | Eddie Lawson       | 500cc     | 1984, 1986, 1988, 1989             |
| 3           | Teuvo Länsivuori   | 500cc     | 1974                               |
| 3           | Teuvo Länsivuori   | 350cc     | 1973, 1974                         |
| 3           | Pier Paolo Bianchi | 125cc     | 1976, 1978, 1979                   |
| 3           | Anton Mang         | 250cc     | 1981, 1985, 1987                   |
| 3           | Fausto Gresini     | 125cc     | 1984, 1986, 1987                   |
| 2           | Geoff Duke         | 500cc     | 1958                               |
| 2           | Geoff Duke         | 350cc     | 1958                               |
| 2           | Gary Hocking       | 500cc     | 1961                               |
| 2           | Gary Hocking       | 250cc     | 1959                               |
| 2           | Rodney Gould       | 250cc     | 1971, 1972                         |
| 2           | Jan de Vries       | 50cc      | 1972, 1973                         |
| 2           | Gregg Hansford     | 350cc     | 1978                               |
| 2           | Gregg Hansford     | 250cc     | 1978                               |
| 2           | Ricardo Tormo      | 125cc     | 1981                               |
| 2           | Ricardo Tormo      | 50cc      | 1977                               |
| 2           | Freddie Spencer    | 500cc     | 1983, 1985                         |
| 2           | Sito Pons          | 250cc     | 1988, 1989                         |

### Constructors
| # Victòries | Constructor | Victòries | Victòries                                |
| # Victòries | Constructor | Categoria | Anys                                     |
| ----------- | ----------- | --------- | ---------------------------------------- |
| 17          | Yamaha      | 500cc     | 1974, 1981, 1984, 1986, 1988, 1990       |
| 17          | Yamaha      | 350cc     | 1973, 1974, 1977                         |
| 17          | Yamaha      | 250cc     | 1971, 1972, 1973, 1974, 1976, 1983, 1986 |
| 17          | Yamaha      | 125cc     | 1974                                     |
| 13          | Honda       | 500cc     | 1982, 1983, 1985, 1987, 1989             |
| 13          | Honda       | 250cc     | 1961, 1985, 1987, 1988, 1989, 1990       |
| 13          | Honda       | 125cc     | 1961, 1990                               |
| 8           | MV Agusta   | 500cc     | 1961, 1971, 1972, 1973                   |
| 8           | MV Agusta   | 350cc     | 1959, 1971, 1972                         |
| 8           | MV Agusta   | 125cc     | 1959                                     |
| 7           | Morbidelli  | 250cc     | 1979, 1982                               |
| 7           | Morbidelli  | 125cc     | 1975, 1976, 1982, 1983, 1984             |
| 6           | Suzuki      | 500cc     | 1975, 1976, 1977, 1978, 1979             |
| 6           | Suzuki      | 125cc     | 1971                                     |
| 4           | Kawasaki    | 350cc     | 1978                                     |
| 4           | Kawasaki    | 250cc     | 1977, 1978, 1981                         |
| 3           | Bultaco     | 125cc     | 1977                                     |
| 3           | Bultaco     | 50cc      | 1976, 1977                               |
| 3           | Derbi       | 125cc     | 1972, 1988                               |
| 3           | Derbi       | 50cc      | 1971                                     |
| 2           | Norton      | 500cc     | 1958                                     |
| 2           | Norton      | 350cc     | 1958                                     |
| 2           | MZ          | 250cc     | 1958, 1959                               |
| 2           | Kreidler    | 50cc      | 1972, 1973                               |
| 2           | Minarelli   | 125cc     | 1978, 1979                               |
| 2           | Garelli     | 125cc     | 1986, 1987                               |

## Guanyadors per any
| Any  | Circuit    | 125 cc             | 250 cc           | 500cc             | Detalls |
| ---- | ---------- | ------------------ | ---------------- | ----------------- | ------- |
| 1990 | Anderstorp | Hans Spaan         | Carles Cardús    | Wayne Rainey      | Detalls |
| 1989 | Anderstorp | Àlex Crivillé      | Sito Pons        | Eddie Lawson      | Detalls |
| 1988 | Anderstorp | Jorge Martínez     | Sito Pons        | Eddie Lawson      | Detalls |
| 1987 | Anderstorp | Fausto Gresini     | Anton Mang       | Wayne Gardner     | Detalls |
| 1986 | Anderstorp | Fausto Gresini     | Carlos Lavado    | Eddie Lawson      | Detalls |
| 1985 | Anderstorp | August Auinger     | Anton Mang       | Freddie Spencer   | Detalls |
| 1984 | Anderstorp | Fausto Gresini     | Manfred Herweh   | Eddie Lawson      | Detalls |
| 1983 | Anderstorp | Bruno Kneubühler   | Christian Sarron | Freddie Spencer   | Detalls |
| 1982 | Anderstorp | Iván Palazzese     | Roland Freymond  | Takazumi Katayama | Detalls |
| 1981 | Anderstorp | Ricardo Tormo      | Anton Mang       | Barry Sheene      | Detalls |
| 1979 | Karlskoga  | Pier Paolo Bianchi | Graziano Rossi   | Barry Sheene      | Detalls |

| Any  | Circuit    | 50cc              | 125 cc             | 250 cc            | 350cc             | 500cc            | Detalls |
| ---- | ---------- | ----------------- | ------------------ | ----------------- | ----------------- | ---------------- | ------- |
| 1978 | Karlskoga  |                   | Pier Paolo Bianchi | Gregg Hansford    | Gregg Hansford    | Barry Sheene     | Detalls |
| 1977 | Anderstorp | Ricardo Tormo     | Angel Nieto        | Mick Grant        | Takazumi Katayama | Barry Sheene     | Detalls |
| 1976 | Anderstorp | Angel Nieto       | Pier Paolo Bianchi | Takazumi Katayama |                   | Barry Sheene     | Detalls |
| 1975 | Anderstorp | Eugenio Lazzarini | Paolo Pileri       | Walter Villa      |                   | Barry Sheene     | Detalls |
| 1974 | Anderstorp | Henk van Kessel   | Kent Andersson     | Takazumi Katayama | Teuvo Länsivuori  | Teuvo Länsivuori | Detalls |
| 1973 | Anderstorp | Jan de Vries      | Börje Jansson      | Dieter Braun      | Teuvo Länsivuori  | Phil Read        | Detalls |
| 1972 | Anderstorp | Jan de Vries      | Angel Nieto        | Rod Gould         | Giacomo Agostini  | Giacomo Agostini | Detalls |
| 1971 | Anderstorp | Angel Nieto       | Barry Sheene       | Rod Gould         | Giacomo Agostini  | Giacomo Agostini | Detalls |

| Any  | Circuit      | 125 cc            | 250 cc        | 350cc             | 500cc        | Detalls |
| ---- | ------------ | ----------------- | ------------- | ----------------- | ------------ | ------- |
| 1961 | Kristianstad | Luigi Taveri      | Mike Hailwood | František Štastný | Gary Hocking | Detalls |
| 1959 | Kristianstad | Tarquinio Provini | Gary Hocking  | John Surtees      |              | Detalls |
| 1958 | Hedemora     | Alberto Gandossi  | Horst Fügner  | Geoff Duke        | Geoff Duke   | Detalls |